# Podochilus cucullatus
Podochilus cucullatus är en orkidéart som beskrevs av Johannes Jacobus Smith. Podochilus cucullatus ingår i släktet Podochilus och familjen orkidéer. Inga underarter finns listade i Catalogue of Life.